# روبرت تمبل إميت
روبرت تمبل إميت (بالإنجليزية: Robert Temple Emmet)‏ هو عسكري أمريكي، ولد في 13 ديسمبر 1854 في نيويورك في الولايات المتحدة، وتوفي في 25 أكتوبر 1936 في Ashfield, Massachusetts ‏ في الولايات المتحدة.